# Kobieta Judasz
Kobieta Judasz (La Mujer de Judas) – wenezuelska telenowela z 2002 roku emitowana przez RCTV.

## Wersja polska
W Polsce telenowela była emitowana przez telewizję Zone Romantica. Opracowaniem wersji polskiej zajęło się Studio Company. Autorem tekstu był Michał Marrodan. Lektorem serialu był Marek Lelek.

## Fabuła
Główna bohaterka telenoweli, Gloria, studiuje w szkole filmowej. Tematem jej pracy dyplomowej jest sprawa morderstwa sprzed 20 lat, kiedy został zamordowany ksiądz Sebastian z miasteczka Carora. O zabójstwo, z zimną krwią, oskarżona została Altagracia del Toro, spadkobierczyni winnic del Toro, nazwana przez dziennikarzy Kobietą Judaszem. Nigdy się nie przyznała do winy, jednak została skazana na 20 lat więzienia. Kiedy Altagracia wychodzi na wolność, legenda Kobiety Judasza wraca na łamy prasy.
W miasteczku Caror wybucha lęk i panika, gdy zostaje popełnione kolejne morderstwo. W godzinie zbrodni pojawia się tajemnicza kobieta w ślubnej sukni. Plany Glorii komplikują się, gdy poznaje obecnego szefa winnic del Toro, Salomona Vaismana. Początkowo chce on pomóc Glorii, ale odwraca się od niej, gdy do winnic przyjeżdża Altagracia. Chce udowodnić swoje prawo do ziemi i tłoczni win.

## Obsada
- Chantal Baudaux jako Gloria Leal
- Juan Carlos García jako Salomon Veisman
- Astrid Carolina Herrera jako Altragracia del Toro
- Luis Gerardo Nunez jako Marcos Rojas Paul
- Roberto Moll jako Buenaventura Briceno
- Fedra López jako Ricarda